# 康斯坦丁尼夫卡 (佐洛奇夫市鎮)
50°22′0″N 36°1′52″E / 50.36667°N 36.03111°E
康斯坦丁尼夫卡（羅馬化：Kostiantynivka）是位於烏克蘭東部哈爾科夫州博霍杜希夫區佐洛奇夫市鎮的村莊。該村始建於1700年，面積0.35平方公里，海拔高度141米，2001年人口115，人口密度每平方公里326.7人。